# ديفيد غالاغير
ديفيد غالاغير (بالإنجليزية: David Gallagher)‏ هو لاعب كرة القدم الغالية أيرلندي، ولد في 7 مارس 1980 في دروغيدا في جمهورية أيرلندا.